# 纳普关系发展模型
纳普关系发展模型将关系发展描述为一个分为两大部分的十步过程。该模型由沟通学者马克·L·纳普创建并命名，建议每步都应按顺序逐一完成，以确保它们有效。然而，并非每段关系都会按部就班经历这些发展阶段。与德维托关系发展六阶段模型相比，纳普模型更规范、更详细，但也预设了天下没有不散的宴席，这从构成模型后半部分的五个“散”阶段可以明显看出。然而，纳普本人曾表示，他的模型只描述了似乎发生什么，而未必描述了应该发生什么。该模型提出，不必以“散”为根本之坏，正如不必以“聚”为根本之好。:33

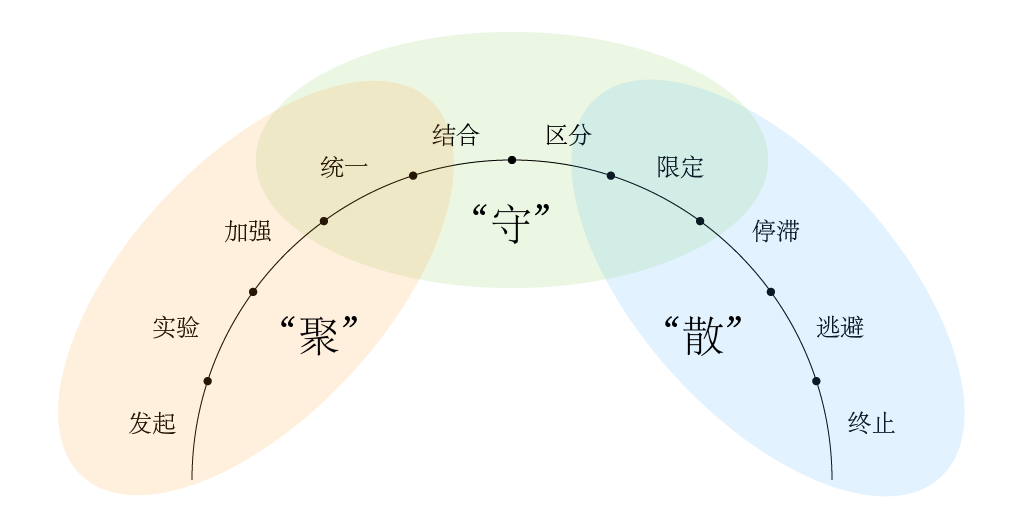
十个阶段

以下阶段由给定阶段中发生的沟通行为类型以及该类型沟通行为与另一类型沟通行为之比来识别。在这种情况下，比值可能表示构成行为发生的频率，也可能表示参与者对某些行为赋予的相对权重。:34

## “聚”

### 发起
发起是个体彼此给对方留下第一印象的阶段。尽管有很多重要印象在处理，实际上发起阶段可能持续不了15秒。在这个阶段，个体会试图展示自己最好的一面。除此之外，我们还在借观察了解其他人，从而减少我们自己的不确定性。形成第一印象时，外貌往往在这个阶段影响非凡。
发起沟通所使用的方法和消息因以下因素而异：:18
- 关系的种类以及个体以前是否经历过这个阶段
- 允许互动的时间
- 距上次问候的时间
- 态势或规范性约束
- 特定群体的特殊暗号

### 实验
实验是个体开始自我揭露以获取彼此信息的阶段。个体利用此阶段探索、感受关系感受彼此。 在这个阶段，闲聊常见于交流，双方都用它来寻找都有兴趣或者都有经历的领域。这个阶段的关系每每愉快、随意、不挑。纳普长期以来一直强调，大多数关系不会超越这个阶段。:19:40

### 加强
在纳普模型的加强阶段，两个个体将继续实验以确定是否相互喜爱、相互依附。之前实验阶段里，对话更多集中于肤浅的话题，比如发现相通的兴趣和共性，而到了加强阶段，自我揭露的程度会加深。讨论的话题广度扩大，每个个体在与他人讨论这些话题时感到舒适的深度也变得亲密化、个人化。
在这个阶段，某些行为，比如借更频繁的交流增加一对一接触（通过面对面交流、短信、电话），给对方做人情或者送礼物作为感情的象征，直白地嚷嚷着要对方承诺，以及表达感情的私房话，比如“我爱你”，或者给对方起昵称，比如“宝宝”，还有一些行为暗示，比如调情、凝视、触碰，这些都可能加强两个人之间的联系。
加强阶段的关键在于每个人进行“秘密测试”，以确定自己的举动是否真正有助于加强关系。这些测试经常表现为：
- 忍耐，将一方置于不愉快、不方便、不舒适的情境中，或者对某些要求做出回应，看他/她对关系的承诺多寡。
- 示人，将一方以“男朋友”“女朋友”的身份介绍给别人，看他/她对这一类身份标识感不感到舒适。
- 分隔，测试沟通和感情的感觉能否在云树遥隔的情况下继续。
- 委托，一方可能会尝试通过请朋友询问感兴趣的对象，间接了解对方隐藏的感觉，以显示其感觉和感情的深度。
- 三角，一方看看当另一个人对测试策划者表示兴趣时能否引起对方嫉妒。

虽然这五种方法都常用作加强关系的测试方法，但要注意，一些测试方法往往促进不了建立关系，甚至可能产生破坏，尤其是忍耐、分隔、三角这三种。:227–228

## “聚”与“守”

### 统一
一旦每个个体通过各种加强举动证实彼此的感情得到了确认，这一对就可能开始过渡到关系的统一阶段。除了结合，统一阶段也属于一段关系的“守”。在这个阶段，双方的社会认同元素，比如朋友、财产、住所，现在都共同了。统一的其他语言非语言表现包括这一对将他们的关系视为某种特殊或者唯一的方式，彼此交换“奖杯”以供对方佩戴/展示，以及在举止、服装、语言上可能出现的相似之处。:20如今，在社交媒体上可以看到统一的另一个指标是双方在彼此头像中出现。此外，这个阶段中每一方对对方的独占承诺通常会借自我揭露到更深层次、透露秘密、性行为、讨论未来计划来巩固。:228

### 结合
关系模型“聚”的最后一个阶段是结合。这个阶段将关系示众，并表明关系排外。这个阶段经常涉及到结婚或其他类型的公共契约，尽管结婚并非成功结合的必要条件。这个阶段通常会出现一个标志着关系变化的转折点，把关系变得亲密无间。达到这个阶段并不能保证关系会保持结合，尽管许多亲密关系会一直保持在这个阶段，直到发生离婚、死亡或其他类型的分隔。:228–229

## “散”与“守”
随着“聚”，所有关系都将经历关系发展模型的“散”，尽管有些关系可能会跳步（例如突然死亡终止关系）。

### 区分
区分是一个脱离或者解耦的过程。这个阶段强调关系双方之间的差异，原以为的相似之处会开始瓦解。双方不再携手合作，而是迅速开始变得更加倾向于个人主义。冲突在这个阶段是一种常见沟通形式——它往往是测试对方容忍可能威胁关系的事情的一种方式。纳普认为区分可能因结合太快而其——也就是说，广度和深度（见：社会渗透理论）在之前的阶段里没有充分建立。:23然而，区分在浪漫关系中可以预先算到。让每一方给对方一些空间常用于解决区分，尽管极端的区分可能会导致关系受损。:228–229

### 限定
限定导致信息交换的质和量双双下降，沟通限制在安全话题。这个阶段的标志是互动次数、讨论话题的深度和广度方面总体交流较少、交流持续时间较短，爱意和承诺的表达也减少了。:24

## “散”

### 停滞
在停滞阶段，关系中一度存在的模式变成了坎儿，人们感到在关系中举步维艰。沟通在这个阶段因为双方“知道”对方会如何回应而变得很少。个体会进行想象中的互动来预测对话。这些想象中的对话可以是故事（“我会说这个，然后她会说这个……”），也可以是被感知到的实际对话（“我会做的。”“你不需要。”）。
在这个阶段，尚有一线希望恢复关系。然而，在诸多情况下，成本砸进去太多，因此大多数人在这个阶段不会久留。个体留在这个阶段的一个关键原因是避免关系破裂之痛。:45

### 逃避
停滞阶段的双方继续住在同一环境中，而逃避阶段的双方则处于不同物理环境。然而，如果物理层面的逃避无法发生，双方在一起时就会简单地逃避对方，把对方当不存在。从本质上来讲，这段关系中的个体在物理、情感和精神上都变得相互分隔。沟通出现时，经常会表现为敌对或者不和（“我就是不想见你，不想和你说话”）。:26除不花时间与对方在一起以外，他们都开始逃避对方的需求并开始只关注自己。
不同形式的距离在这个阶段也屡见不鲜：
- 躲开：防止或减少相遇过程中的互动
- 疏远：隐藏信息并以不那么个人化的方式进行互动
- 解离：无视信息并表现出认知或情绪分离

### 终止
在终止阶段，关系双方都决定切断联系。他们不再能从彼此相处中获得皆大欢喜的结果。他们中谁都不快乐，这段关系必须结束。纳普模型中免不了这一步，关系随时可能终止。终止或许是因为物理分隔、社交或心理分开，又或许是其中一方死亡。沟通在这个阶段的标志是距离（试图在双方之间设置心理/物理障碍）和解离（为一方或者双方在没有对方的情况下做好生活准备的消息）。:26–27

## 阶段性移动总结

### 移动特点
据纳普所说，移动的特点是：:32–35.
- 移动通常有系统、有顺序。这并不意味着这个过程线性或者不可改变——现象从来就没有停止过，并且还会不断变化。然而，人们通常会遵循相同的模式。每个阶段都包含了下一个阶段的重要前设，顺序性使得预测邻近阶段变得更容易。某些跳步有风险，因为可能会丢失在跳步中提供的信息。
- 移动可能向前。任何朝着更高亲密度的移动都叫“向前”。当处于“散”时，任何朝着再次“聚”的移动都会是向前移动。
- 移动可能向后。“向后”移动构成了离开“聚”的任何移动。向后移动可能是移动过快的结果，从而阻止任何形式的稳定。
- 移动分阶段进行。
- 移动总是朝着一个新的状态。双方可以多次经历相同的阶段，但他们永远无法真正回到“那年那月”。然而，他们之前在特定阶段的经历将会影响他们下一次经历该阶段。

为了确定双方处于哪个阶段，韦尔奇和鲁宾提供了一份行为清单，并要求他们指出每个行为在多大程度上是他们关系的特点。 韦尔奇和鲁宾还发现了关系发展模型对于描述任务或商务关系的发展也很有用。

### 移动速度
据纳普所说，移动的速度是：:35–36
- 通常快速通过已经实现的阶段（例如，如果你之前已经通过了实验阶段，就没必要闲聊）。
- 通常快速通过已经获得积极回报的领域（例如，避免冲突直到关系后期因为早期可能成本过高）。
- 当时间紧迫时可能十分迅速（例如，夏日恋情）。
- 当高度靠近时可能十分促进。
- 早期阶段通常较快。
- 基于个体需求（例如，孤独、孤立的人可能比拥有庞大朋友圈、受欢迎的人行动更快）。
- 假如只有一人想移动到不同阶段，速度会较慢。
- 假如有一方违反了规定，情况会急转直下。